# Morris Commercial J-type
Il Morris Commercial J-type era un veicolo commerciale dalla portata di 0,5 Ton prodotto dalla Morris Commercial, una sussidiaria della Morris Motors, dal 1949 al 1961. Dal 1952 il nome del veicolo divenne Morris J-type. Il cambio di nome era determinato dalla realizzazione della British Motor Corporation, società costruita unendo la Austin con la Morris.

## Storia
Con questo furgone la Morris seguiva la allora nuova tendenza ad avere la cabina posizionata davanti all'asse delle ruote anteriori ed i portelloni scorrevoli su entrambi i lati. Ne vennero realizzate versioni sia con guida a destra che con guida a sinistra. Così come per il veicolo completo il J-type veniva anche fornito come solo telaio da allestire ai carrozzieri esterni e quindi ne vennero realizzate versioni pick-up, il furgoncino dei gelati, veicolo per la consegna del latte e furgone con cassone ribaltabile. Molti esemplari furono acquistati dalle Poste britanniche e questi veicoli differivano dallo standard in quanto avevano protezioni in gomma anteriori e posteriori.
Il J-type aveva un motore da 1.476 cm³ quattro cilindri con valvole laterali realizzato a partire da uno di quelli usati sulla Morris Oxford, allora in produzione. La trazione era posteriore e la trasmissione aveva tre marce.
Nel 1957 il veicolo venne aggiornato, modello JB, con motore BMC B-Series da 1.489 cm³ con valvole in testa e cambio a quattro marce.
Sempre nel 1957 apparve una versione del furgone con marchio Austin, l'Austin 101, ma era identica alla versione della Morris e ne differiva solo per il marchio.
La produzione cessò nel 1961 dopo che ne erano stati prodotti più di 48.600. Il veicolo venne sostituito dal Moris J4.
Probabilmente la maggiore esposizione mediatica di un Morris J-type fu quella del furgone utilizzato nella pubblicità televisiva di un farmaco e presente ad eventi pubblicitari.

## Morris Commercial J2
Il Morris Commercial J2 era un piccolo furgone a cabina avanzata e montata sopra al motore presentato dalla Morris Commercial, una sussidiaria della British Motor Corporation, nel 1956 e prodotto fino al 1957. All'inizio veniva offerto con il motore B-Series da 1.489 cm³ a benzina ma un seguito, nel 1964, la cilindrata verrà portata a 1.622 cm³.
Fino al 1961 veniva venduto parallelamente al modello J-type che manteneva uno stile più classico ed era leggermente più piccolo. Dal 1960 la società offriva anche una versione più piccola del Morris Commercial J4, il modello J2, che manteneva la stessa architettura generale del modello più grande.
Sembra che ci fossero piani per introdurre una versione J3 del furgone ma questo modello non verrà mai presentato.
Anche il J2 verrà venduto come Morris J2 e come Austin J2.